# Annesorhizeae
Annesorhizeae es una tribu de plantas con flores de la familia Apiaceae.

## Géneros
Según GRIN
- Annesorhiza Cham. & Schltdl.
- Astydamia DC.
- Chamarea Eckl. & Zeyh.
- Ezosciadium B. L. Burtt
- Itasina Raf.
- Molopospermum W. D. J. Koch
- Schlechterosciadium H. Wolff = Chamarea Eckl. & Zeyh.
- Thunbergiella H. Wolff = Itasina Raf.